# Třemblat
Třemblat (dříve Třemblaty) je vesnice ležící ve Středočeském kraji, v okrese Praha-východ. Spadá pod obec Ondřejov, od které leží 3,5 km severozápadním směrem.
Vesnice je zmíněna v knize Josefa Lady, když kocour Mikeš odejde z Hrusic do světa a putuje přes Třemblaty, Myšlín a Mnichovice.

## Doprava
Železniční trať ani stanice v blízkosti obce nejsou.
Obec leží na silnici II. třídy II/113 ( Český Brod - Mukařov - Ondřejov - Chocerady ), z níž odbočuje III/11319 Mnichovice - Třemblat a III/11320 Třemblat - Zvánovice.
Příměstské autobusové linky projíždějící obcí zajišťují spojení do Zvánovic a Černých Voděrad, Mnichovic, (železniční zastávka na IV. koridoru), Chocerad (železniční zastávka na Posázavském pacifiku), Ondřejova, Říčan a Prahy.

## Organizace
Osada má vlastní sbor dobrovolných hasičů, ostatní spolky jsou společné s obcí Ondřejov.